# Schindel-Eiche

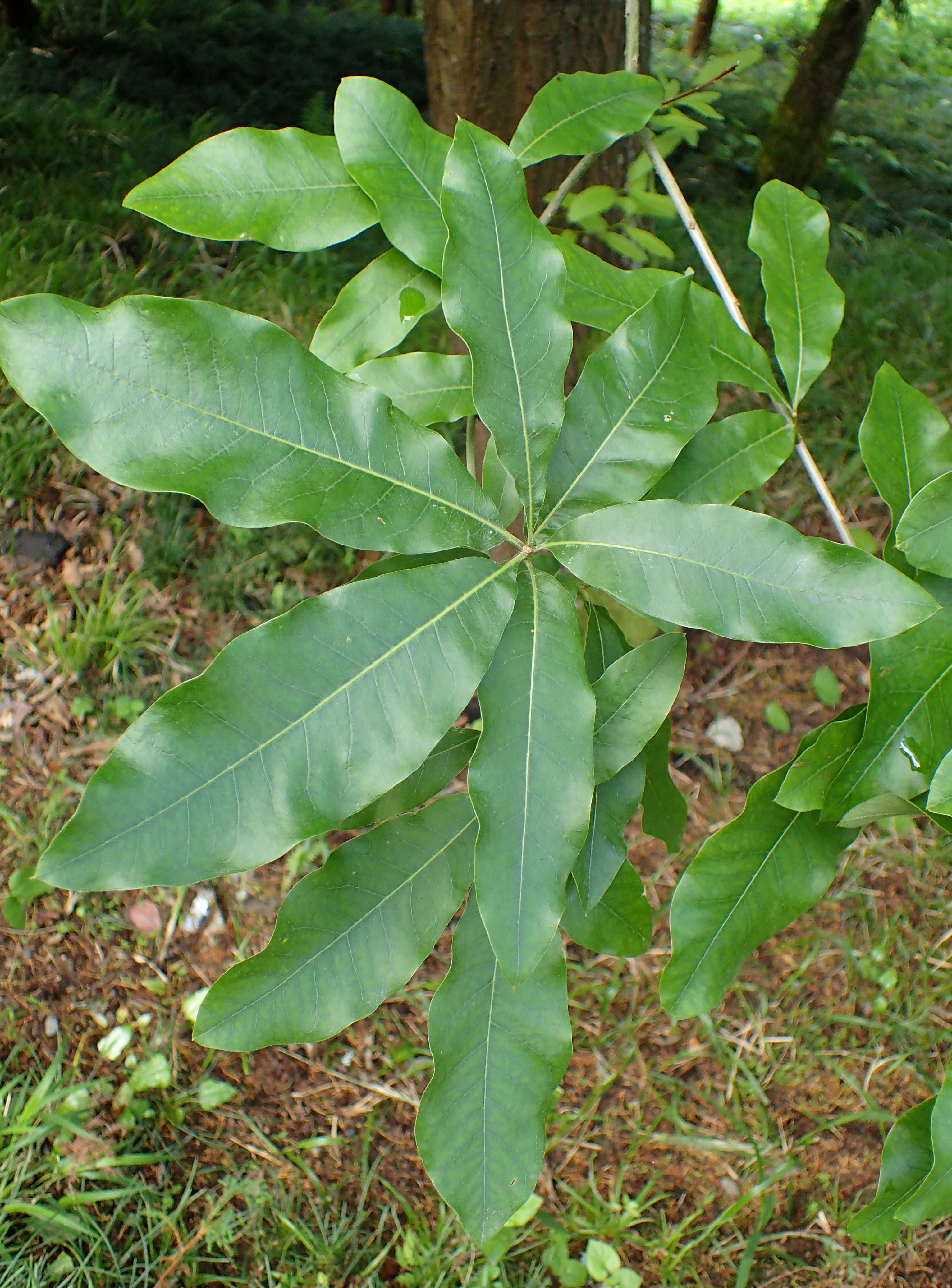
Blätter

Die Schindel-Eiche oder Lorbeer-Eiche (Quercus imbricaria) ist ein mittelgroßer Baum aus der Gattung der Eichen in der Familie der Buchengewächse. Das Verbreitungsgebiet liegt im Nordosten und Südosten der USA.

## Beschreibung
Die laubabwerfende Schindel-Eiche ist ein bis über 18 Meter, selten bis zu 30 Meter hoher Baum mit kegelförmiger bis rundlicher, lockerer Krone. Der Stammdurchmesser erreicht 70 Zentimeter, selten bis über 1,2 Meter. Die Borke ist gräulich bis braun-grau und wird im Alter flach und unregelmäßig rissig, die innere Rinde ist rosafarben. Die Triebe sind kahl. 
Die wechselständigen und leicht ledrigen  Laubblätter sind 8 bis 20 Zentimeter lang. Sie sind lanzettlich bis eiförmig oder verkehrt-eiförmig, spitz bis stumpf mit keilförmiger bis stumpfer Basis und ganzrandig mit manchmal welligem Rand. Die Mittelader läuft in eine manchmal undeutliche, borstige Grannen- oder Stachelspitze aus. Die Blattoberseite ist glänzend dunkelgrün, die Unterseite blassgrün und behaart. Der Blattstiel ist 0,5 bis 1,5 Zentimeter lang.  
Die Früchte sind 1 bis 1,5 Zentimeter lang, nahezu kugelig bis eiförmig, kurz gestielt und zu einem Drittel bis zur Hälfte von einem flachen, fein behaarten Fruchtbecher umgeben. Die Früchte reifen im zweiten Jahr. 
Die Chromosomenzahl beträgt 2 n = 24.

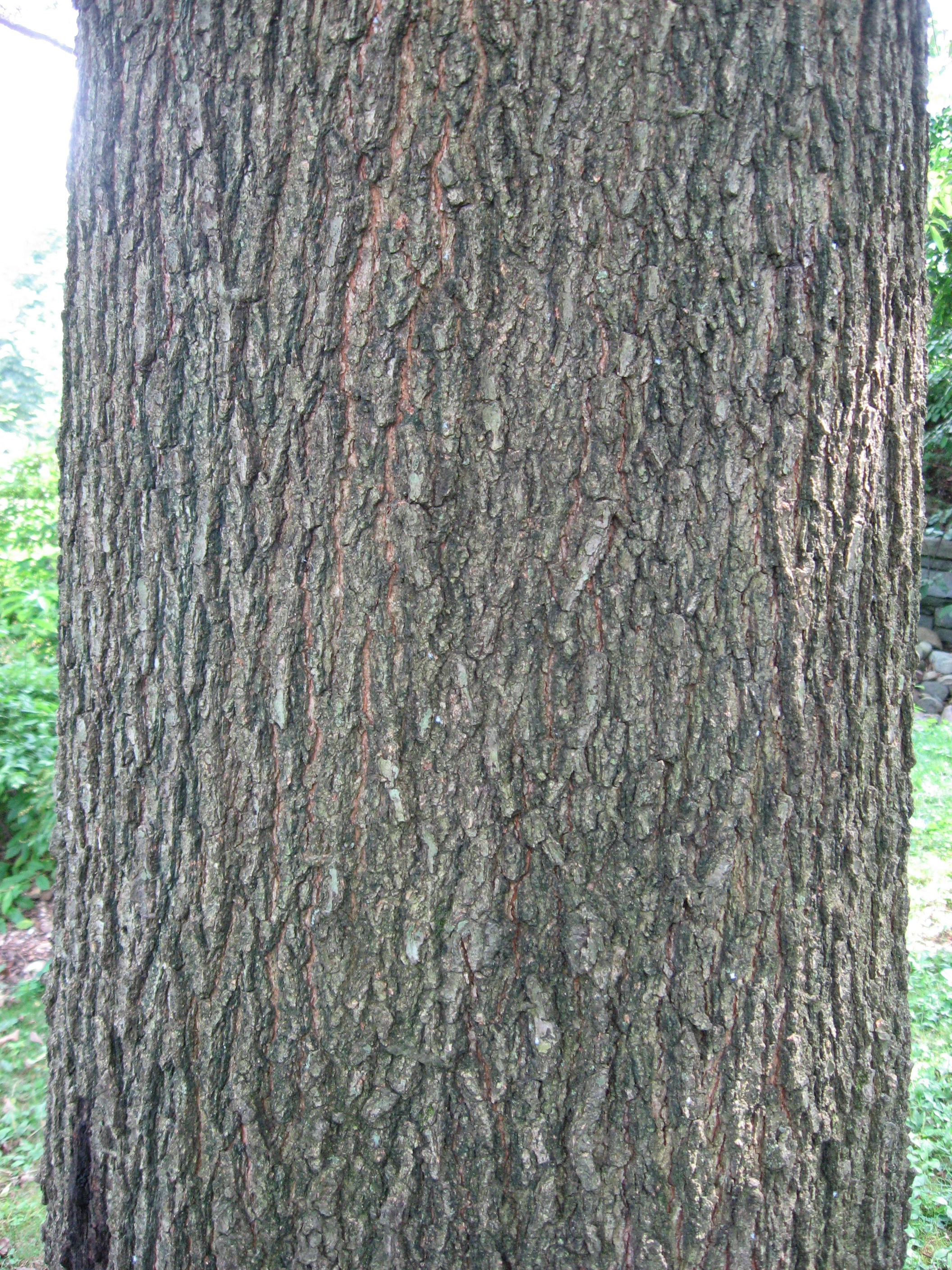
Stamm

## Verbreitung und Ökologie
Das Verbreitungsgebiet liegt im Nordosten, Südosten und der Mitte der USA. Sie wächst in 100 bis 700 Metern Höhe in Auen und an Flussufern auf mäßig trockenen, frischen bis feuchten, schwach sauren bis neutralen, sandigen Böden an sonnigen bis lichtschattigen Standorten. Die Art ist wärmeliebend und meist frosthart.

## Systematik und Forschungsgeschichte
Die Schindel-Eiche (Quercus imbricaria) ist eine Art aus der Gattung der Eichen (Quercus) in der Familie der Buchengewächse (Fagaceae). Die Erstbeschreibung erfolgte 1801 durch André Michaux in der Histoire des chênes de l'Amérique, ….
Die Art bildet mit Quercus coccinea, Quercus falcata, Quercus ilicifolia, Quercus marilandica, Quercus palustris, Quercus phellos, Quercus rubra, Quercus shumardii und Quercus velutina Hybride.

## Verwendung
Die Schindel-Eiche wird stark wirtschaftlich genutzt. Früher wurden aus ihrem Holz Schindeln hergestellt, was ihr den Trivialnamen Schindel-Eiche (mit entsprechender Bedeutung in weiteren Sprechen) eingebracht hat. Die Cherokee verwendeten die Rinde bei Verdauungsstörungen, chronischem Durchfall, Entzündungen der Mundschleimhaut, rissiger Haut, Schüttelfrost und Fieber.

## Sonstiges
Als größtes Exemplar der Schindel-Eiche in Deutschland gilt die 1880 von Forstmeister Friedrich Wilhelm Meschwitz auf dem St.-Pauli-Friedhof in Dresden gepflanzte Meschwitz-Eiche, die zu den Gedenkbäumen in Dresden gehört.